# Prunus pleuradenia
Prunus pleuradenia är en rosväxtart som beskrevs av August Heinrich Rudolf Grisebach. Prunus pleuradenia ingår i släktet prunusar, och familjen rosväxter. Inga underarter finns listade i Catalogue of Life.